# Sân bay quốc tế Seattle-Tacoma
Sân bay quốc tế Seattle-Tacoma (IATA: SEA, ICAO: KSEA, FAA LID: SEA), cũng gọi là "Sân bay Sea-Tac" hay Sea-Tac (phát âm là / si ː Taek /), nằm ở SeaTac, bang Washington, Hoa Kỳ tại các nút giao thông của xa lộ bang 518, xa lộ bang 99 và xa lộ bang 509, cự ly khoảng 1,5 dặm Anh (2,4 km) về phía tây Interstate 5. Sân bay này phục vụ Seattle và Tacoma, Washington cũng như phần phần còn lại của Tây bang Washington. Sân bay này là trung tâm hoạt động chính cho Alaska Airlines, có trụ sở nằm gần sân bay, và công ty con khu vực Horizon Air của nó. Sân bay này có các tuyến bay nối với các điểm đến trên khắp Bắc Mỹ, châu Âu và Đông Á.
Trong năm 2009 Sea-Tac đã phục vụ gần 31.300.000 lượt hành khách, làm cho nó là sân bay bận rộn nhất thứ 18 của Hoa Kỳ. Nó đứng thứ 25 về số lượt chuyến trong các sân bay Hoa Kỳ và thứ 19 trong tổng số khối lượng hàng hoá thông qua
.
Năm hãng hàng không bay hàng đầu tại Sea-Tac tính theo số hành khách vận chuyển trong năm 2009: Alaska Airlines (34,2%), Horizon Air (13,8%), Southwest Airlines (8,9%), United Airlines (7,0%), và Northwest Airlines (6,4%) .

## Lịch sử
Sân bay Seattle-Tacoma được xây dựng bởi các Port of Seattle vào năm 1944 để phục vụ dân dụng trong khu vực, sau khi quân đội Mỹ nắm quyền kiểm soát của Boeing Field để sử dụng trong Chiến tranh Thế giới II. Port of Seattle đã nhận được 1 triệu USD từ Cục Hàng không dân dụng Hoa Kỳ để xây dựng sân bay, và 100.000 USD từ thành phố Tacoma. Việc đưa sân bay vào sử dụng cho mục đích thương mại bắt đầu sau khi chiến tranh kết thúc, với chuyến bay đầu tiên vào năm 1947. Hai năm sau, từ "quốc tế" đã được thêm tên gọi của sân bay khi hãng Northwest Airlines đã bắt đầu phục vụ trực tiếp đến Tokyo. Đường băng được kéo dài thêm hai lần, lần đầu tiên vào năm 1959 để cho phép phục vụ máy bay phản lực, và một lần nữa vào năm 1961 để đáp ứng lưu lượng chuyến bay tăng lên cho Century 21 World's Fair sắp tới của thế giới. Phức hợp nhà ga hiện nay được xây dựng vào năm 1959. Năm 1966, SAS khánh thành chuyến bay thẳng đầu tiên đến châu Âu. Port of Seattle bắt tay vào thực hiện một kế hoạch mở rộng quy mô lớn trong giai đoạn 1967-1973, thêm một đường băng thứ hai, một nhà để xe đậu xe, một nhà ga vệ tinh, và nâng cấp các hạng mục khác cho sân bay này.

## Hãng hàng không và điểm đến
| Hãng hàng không                               | Các điểm đến | Hành lang  |
| --------------------------------------------- | --- | ---------- |
| Air Canada                                    | Toronto-Pearson | A          |
| Air Canada Express                            | Vancouver Theo mùa: Calgary | A          |
| Alaska Airlines                               | Albuquerque, Anchorage, Atlanta, Austin, Baltimore, Boston, Burbank, Chicago-O'Hare, Dallas/Fort Worth, Denver, Detroit, Fairbanks, Fort Lauderdale, Honolulu, Houston-Intercontinental, Juneau, Kahului, Kailua-Kona, Kansas City, Ketchikan, Las Vegas, Lihue, Los Angeles, Minneapolis/St. Paul, New Orleans, Newark, New York-JFK (bắt đầu từ ngày 16/9/2015), Oakland, Ontario, Orange County, Orlando, Palm Springs, Philadelphia, Phoenix, Portland (OR), St. Louis, Sacramento, Salt Lake City, San Antonio, San Diego, San Francisco, San Jose (CA), Spokane, Tampa, Tucson, Washington-Dulles, Washington-National Theo mùa: Bellingham, Cancun, Puerto Vallarta, San Jose del Cabo, Sitka | A, C, D, N |
| Alaska Airlines vận hành bởi Horizon Air      | Bellingham, Billings, Boise, Bozeman, Calgary, Edmonton, Eugene, Fresno, Great Falls, Helena, Kalispell, Kelowna, Lewiston, Medford, Missoula, Portland (OR), Pullman, Redmond/Bend, Reno/Tahoe, Santa Rosa, Spokane, Sun Valley, Tri-Cities (WA), Vancouver, Victoria, Walla Walla, Wenatchee, Yakima | C, N       |
| Alaska Airlines vận hành bởi SkyWest Airlines | Boise (bắt đầu từ ngày 6/7/2015), Colorado Springs, Edmonton, Fresno, Milwaukee (bắt đầu từ ngày 1/1/2015), Oklahoma City (bắt đầu từ ngày 1/1/2015), Omaha, Ontario, Salt Lake City, Santa Barbara Theo mùa: Hayden/Steamboat Springs | C          |
| All Nippon Airways                            | Tokyo-Narita | S          |
| American Airlines                             | Chicago-O'Hare, Dallas/Fort Worth, Miami, New York-JFK, Phoenix | D          |
| Asiana Airlines                               | Seoul-Incheon | S          |
| British Airways                               | London-Heathrow | S          |
| Condor                                        | Theo mùa: Frankfurt | S          |
| Delta Air Lines                               | Amsterdam, Anchorage, Atlanta, Bắc Kinh-Thủ đô, Detroit, Fairbanks, Hong Kong, Honolulu, Kahului, Kailua-Kona (bắt đầu từ ngày 19/12/2015), Las Vegas (bắt đầu từ ngày 1/9/2015), London-Heathrow, Los Angeles, Minneapolis/St. Paul, New York-JFK, Paris-Charles de Gaulle, Phoenix (bắt đầu từ ngày 1/9/2015), Salt Lake City, Seoul-Incheon, Thượng Hải-Phố Đông, Tokyo-Narita Theo mùa: Juneau, Cincinnati, Puerto Vallarta, San Jose del Cabo, Tokyo-Haneda | A, B, S    |
| Delta Connection                              | Boise (bắt đầu từ ngày 4/5/2015), Calgary, Denver (bắt đầu từ ngày 4/6/2015), Las Vegas, Los Angeles, Phoenix, Portland (OR), Sacramento (bắt đầu từ ngày 4/5/2015), Salt Lake City, San Diego, San Francisco, San Jose (CA), Spokane, Vancouver Theo mùa: Bozeman, Jackson Hole, Juneau, Ketchikan (bắt đầu từ ngày 15/5/ 2015), Palm Springs, Sitka (bắt đầu từ ngày 15/5/2015), Tucson | A, B, S    |
| Emirates                                      | Dubai-International | S          |
| EVA Air                                       | Taipei-Taoyuan | S          |
| Frontier Airlines                             | Cleveland, Denver | B          |
| Hainan Airlines                               | Bắc Kinh-Thủ đô, Thượng Hải-Phố Đông (bắt đầu từ ngày 22/6/2015) | S          |
| Hawaiian Airlines                             | Honolulu, Kahului | S          |
| Icelandair                                    | Reykjavík-Keflavík | S          |
| JetBlue Airways                               | Boston, Long Beach, New York-JFK Theo mùa: Anchorage | D          |
| Korean Air                                    | Seoul-Incheon | S          |
| Lufthansa                                     | Frankfurt | S          |
| Southwest Airlines                            | Baltimore, Chicago-Midway, Dallas-Love (bắt đầu từ ngày 8/4/2015), Denver, Las Vegas, Milwaukee, Oakland, Orange County (bắt đầu từ ngày 28/6/2015), Phoenix, Sacramento, San Diego, San Jose (CA) Theo mùa: Atlanta, Houston–Hobby, Kansas City, Nashville, St. Louis | B          |
| Sun Country Airlines                          | Minneapolis/St. Paul Theo mùa: Laughlin/Bullhead City | A          |
| United Airlines                               | Chicago-O'Hare, Denver, Houston-Intercontinental, Los Angeles, Newark, San Francisco, Washington-Dulles | A          |
| United Express                                | Los Angeles | A          |
| US Airways                                    | Charlotte, Philadelphia, Phoenix | A          |
| Virgin America                                | Los Angeles, San Francisco | B          |

### Hàng hóa

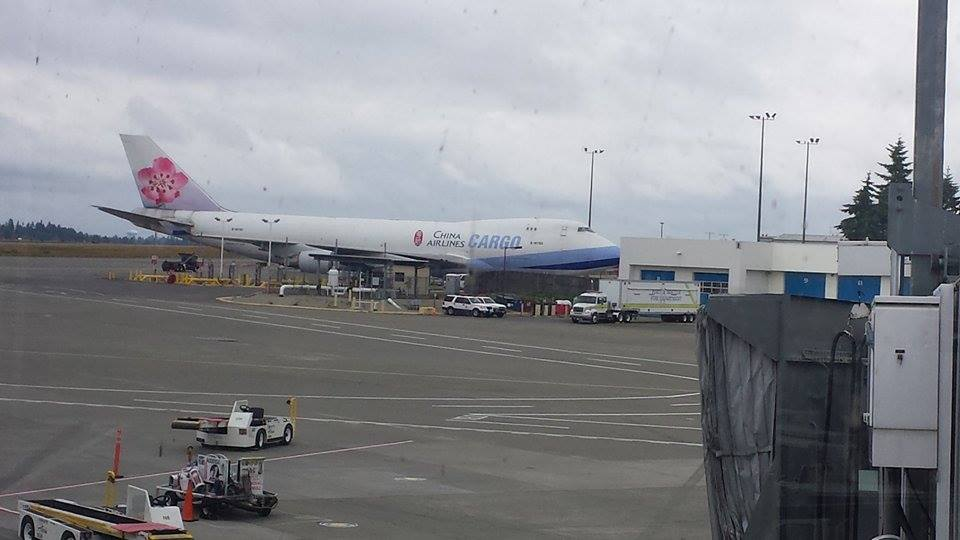
China Airlines Cargo Boeing 747 tại sân bay Seattle-Tacoma ngày 10/6/2014

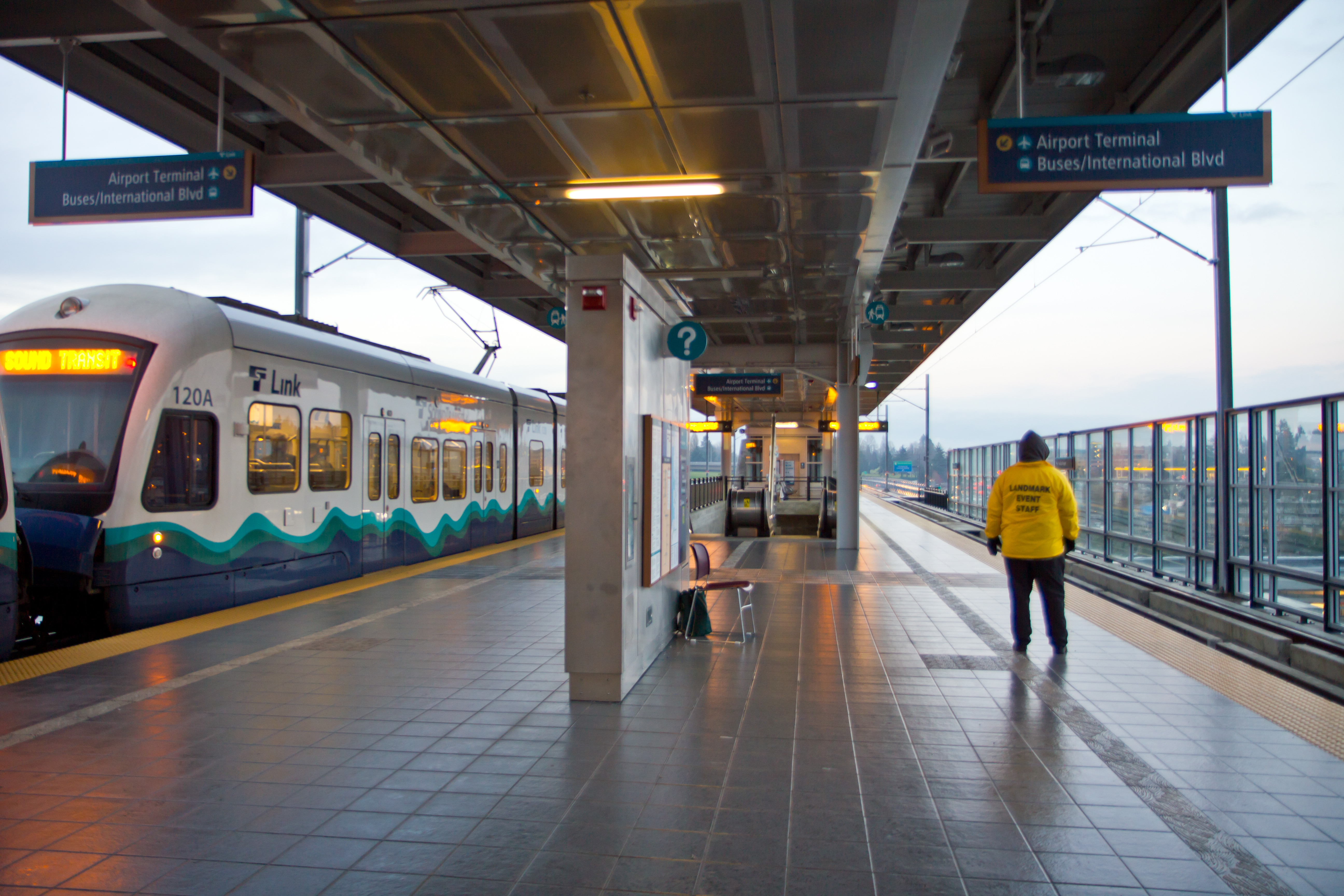

| Hãng hàng không                           | Các điểm đến                                                      |
| ----------------------------------------- | ----------------------------------------------------------------- |
| ABX Air                                   | Cincinnati, Los Angeles, Portland, San Francisco, Vancouver       |
| Ameriflight                               | Oakland                                                           |
| Alaska Air Cargo                          | Anchorage, Cordova, Juneau, Ketchikan, Sitka, Yakutat             |
| Cargolux                                  | Calgary, Glasgow-Prestwick, Luxembourg                            |
| China Airlines Cargo                      | Miami                                                             |
| China Cargo Airlines                      | Thượng Hải-Phố Đông                                               |
| EVA Air Cargo                             | Anchorage, Dallas/Fort Worth                                      |
| FedEx Express                             | Anchorage, Indianapolis, Memphis, Oakland, Fort Worth-Alliance    |
| FedEx Feeder vận hành bởi Empire Airlines | Bellingham, Burlington, Port Angeles, Orcas Island, Friday Harbor |
| Korean Air Cargo                          | Seoul-Incheon                                                     |